# Oszczędzanie
Oszczędzanie – proces, który prowadzi do powstawania oszczędności.
Wyróżnić można następujące motywy oszczędzania:
- przezornościowy (sfinansowanie nieprzewidzianych, nagłych, ale koniecznych wydatków w przyszłości lub zabezpieczenie poziomu dochodów na emeryturze),
- konsumpcyjny (zakup droższych dóbr trwałego użytku w przyszłości),
- transakcyjny, płynnościowy – (utrzymanie płynności regulowania zobowiązań),
- spekulacyjny (związany ze zwiększaniem wartości zgromadzonych oszczędności).

## Oszczędzanie a inwestowanie
Podstawową różnicą między inwestowaniem i oszczędzaniem jest występujące ryzyko. Przy oszczędzaniu (i instrumentach finansowych związanych z oszczędzaniem) ryzyko jest względnie niewielkie – przy inwestowaniu ryzyko jest znacznie większe (ryzyko straty zysków, ryzyko straty zainwestowanego kapitału, a w skrajnych sytuacjach nawet ryzyko straty przewyższającej zainwestowany kapitał).

## Oszczędności gospodarstw domowych według form oszczędzania
Zgodnie z danymi Narodowego Banku Polskiego gospodarstwa domowe największą część swoich oszczędności utrzymują w postaci depozytów złotowych i walutowych, które w połowie 2012 r. stanowiły prawie 50% wartości oszczędności, drugie miejsce zajmują oszczędności zgromadzone przez otwarte fundusze emerytalne (24%). Gotówka w obiegu poza kasami banków stanowiła 11% oszczędności, środki zgromadzone w tytułach uczestnictwa krajowych funduszy inwestycyjnych 6%, akcje spółek publicznych stanowiły 5% wartości oszczędności gospodarstw domowych (około 4% stanowiły pozostałe formy np. złoto).